# Skelet

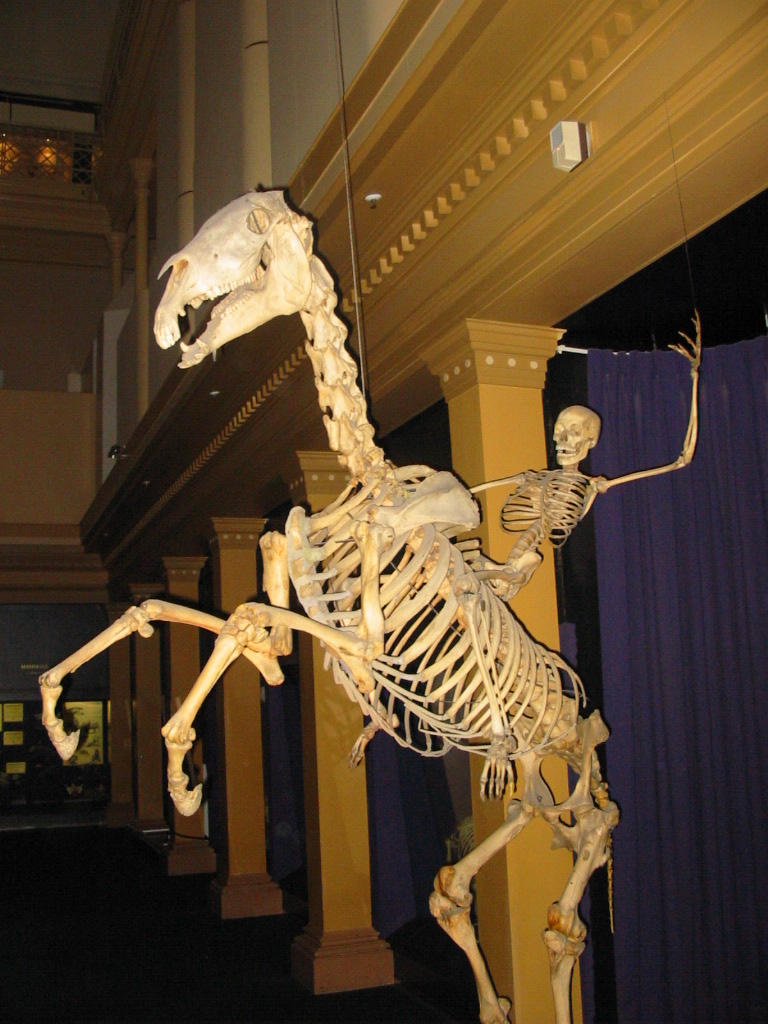
Skeletten van een paard en een mens

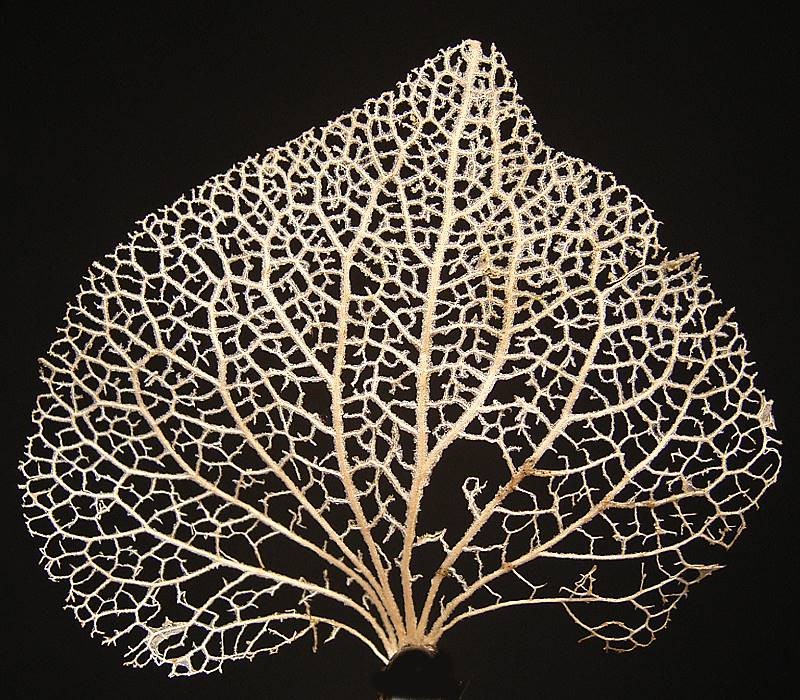
Bladskelet van een hortensia

Een skelet of geraamte is dat wat bij dieren stevigheid geeft aan het lichaam. Het skelet dient daarbij voor de aanhechting van spieren en ledematen.
In enkele gevallen spreekt men naar analogie bij plantenresten ook van skelet, zoals bij een boomskelet of bij een bladskelet dat voornamelijk bestaat uit de resten van bladnerven.

## Skelettypen
Bij meercellig organismen worden drie types van skeletten aangetroffen: een endoskelet, een exoskelet en een hydroskelet.
- Het endoskelet komt onder meer voor bij gewervelden als zoogdieren, reptielen, vogels en vissen. Deze botten worden bij vissen graten genoemd.
- Het exoskelet komt voor bij ongewervelden als geleedpotigen, weekdieren, stekelhuidigen en mosdiertjes. Deze hebben een harde omhulling van chitine, eventueel versterkt met calciumcarbonaat.
- Het hydroskelet is het meest voorkomende skelet in het dierenrijk en komt voor bij ongewervelden als neteldieren, platwormen, rondwormen en ringwormen.

Aan het skelet hechten spieren aan om door middel van spiercontractie de ledematen te laten bewegen. Waar twee ten opzichte van elkaar beweegbare botten elkaar raken bevindt zich een gewricht.
Per diersoort kunnen verschillende soorten beenderen voorkomen. Verwante dieren komen meer overeen dan minder verwante soorten. De meeste zoogdieren hebben een staart met meer wervels dan de twee à vier van de mens; sommige hebben minder vingers (paard); sommige mannelijke zoogdieren (hond, beer) hebben een penisbot.
Er zijn ook diergroepen, zoals neteldieren, zonder een skelet.

## Fossilisatie
Doordat het skelet het hardste onderdeel van het lichaam is, blijft het na de dood vaak het best en het langst bewaard. Bij fossielen gaat het dan ook vaak om skeletten. Met anatomische kennis is het vaak mogelijk om uit een skelet met enige betrouwbaarheid te reconstrueren hoe het organisme waaraan het skelet toebehoorde er ongeveer moet hebben uitgezien.

## Menselijk skelet
Een compleet menselijk skelet bestaat uit 206 botten. Er treden vrij vaak individuele variaties op: sommige botjes ontstaan pas als botstructuren op latere leeftijd en niet bij iedereen, daarvoor bestaan ze uit kraakbeen of bindweefsel; sommige mensen hebben een of twee paar extra ribben, of een of meer wervels zijn gedeeltelijk vergroeid; soms zijn er drie werveltjes in het stuitje, soms vier. Ook de sesambeentjes zijn niet bij iedereen aanwezig. Baby's hebben omstreeks 300 minuscule botjes, naarmate een baby ouder wordt groeien die, en sommige groeien aaneen.
Vanwege de lange houdbaarheid van het skelet staan afbeeldingen van het menselijk skelet of onderdelen daarvan (met name de schedel) vaak symbool voor de dood of levensbedreigende situaties: als teken van vergif, op een piratenvlag, met een zeis in de hand als magere Hein.

## Diverse skeletten
Klik op een afbeelding voor het bijbehorende artikel.

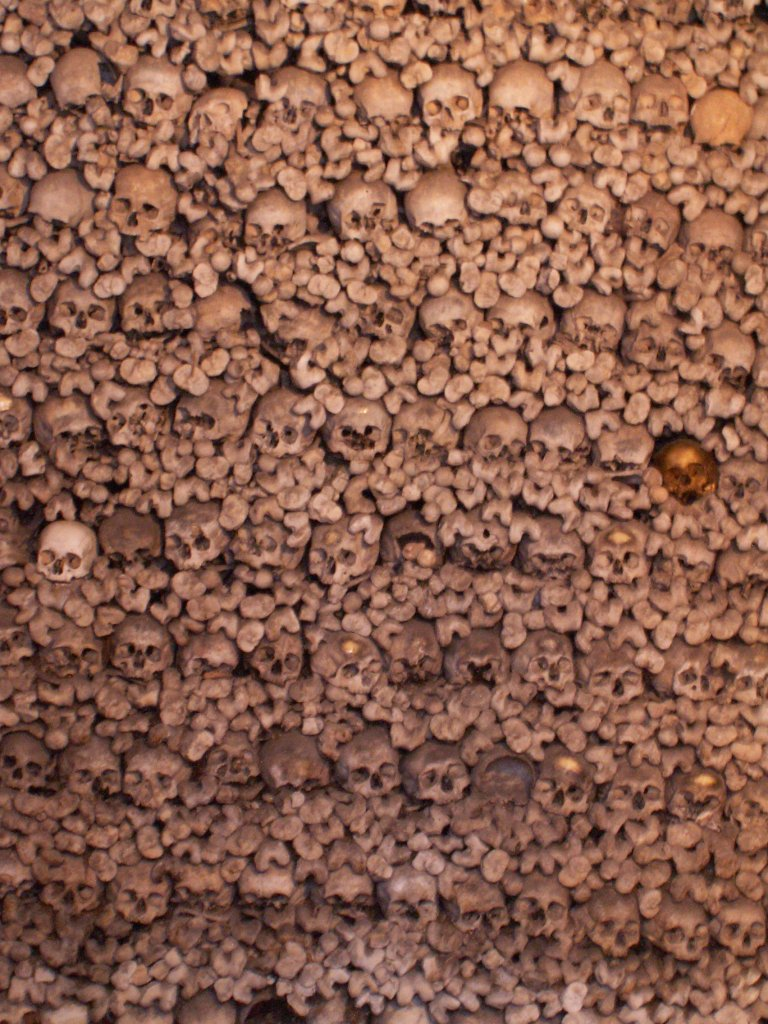
Ossuarium in Oppenheim
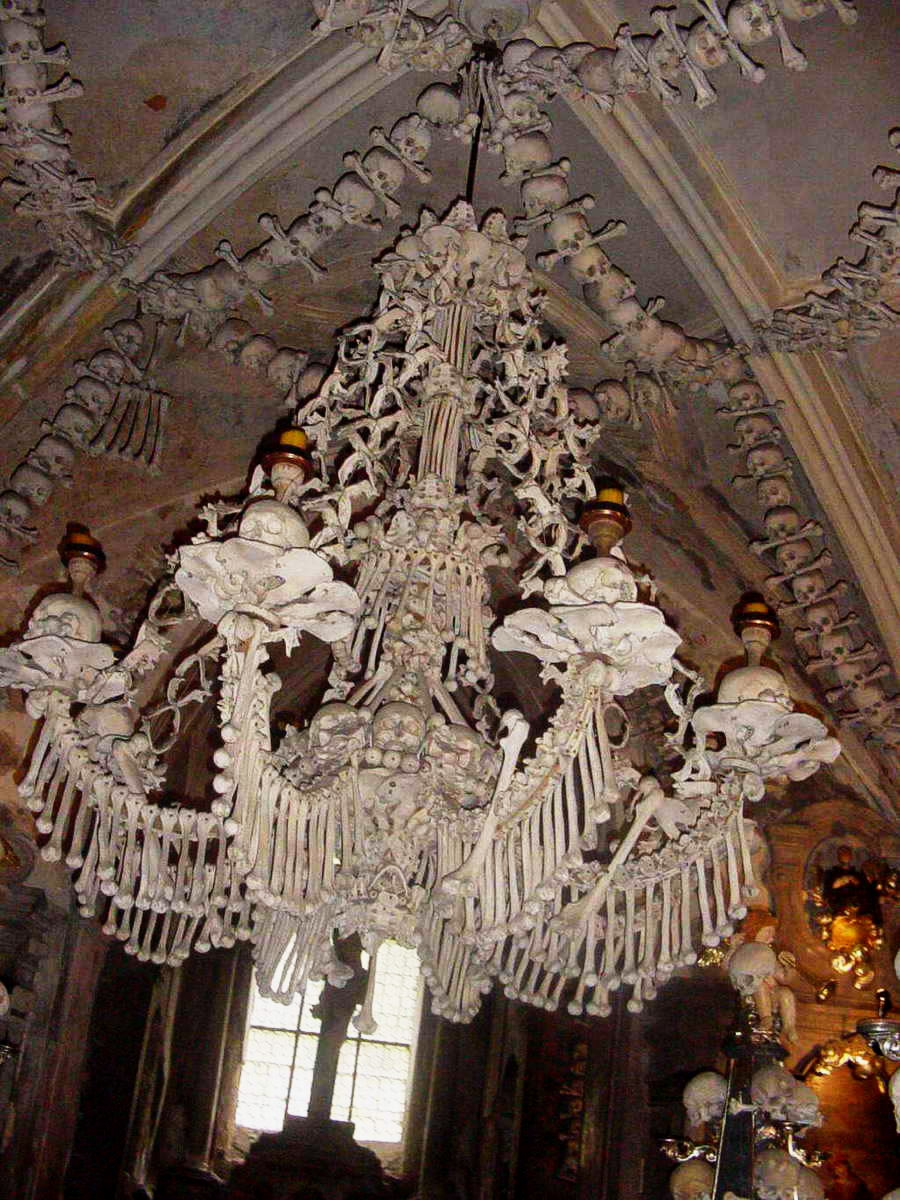
Kandelaar uit menselijke botten in het ossuarium van Sedlec
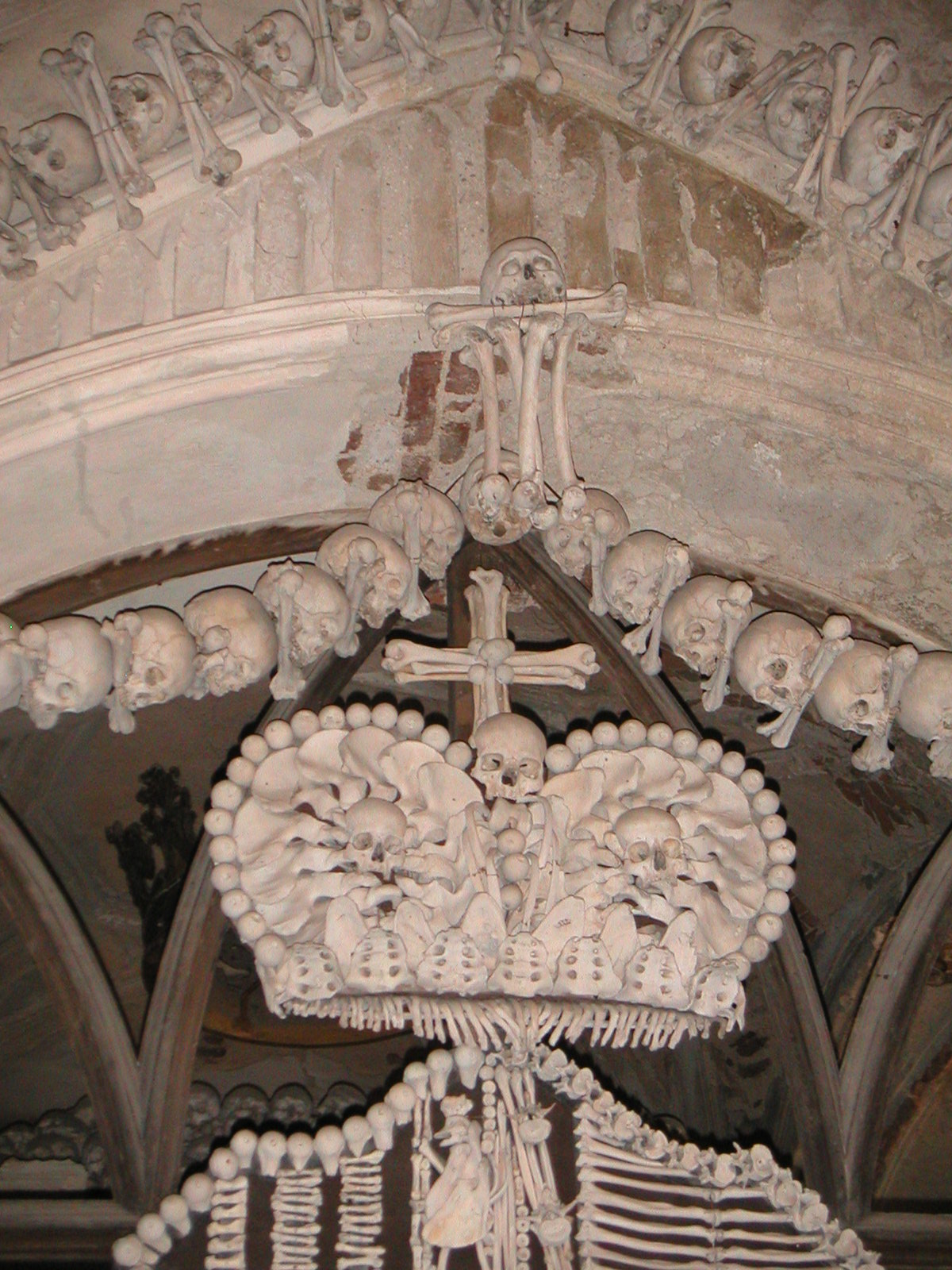
Kunst met menselijke beenderen